# Shaitan elchini
Shaitan elchini Kovblyuk, Kastrygina e Marusik, 2013 è un ragno appartenente alla famiglia Gnaphosidae.
È l'unica specie nota del genere Shaitan.

## Etimologia
Il nome del genere deriva dal termine arabo Shaitan, che significa demone, diavolo, e da cui in italiano deriva Satana.
Il nome proprio della specie è in onore dell'aracnologo azero Elchin Fizuli Huseinov, per i suoi contributi alla tassonomia e all'etologia dei ragni del Caucaso.

## Distribuzione
L'unica specie oggi nota di questo genere è stata rinvenuta nel Kazakistan meridionale (20 km a nord di Taraz, nella catena montuosa dei monti Karatau) e in Azerbaigian (nel distretto di Abşeron).

## Tassonomia
Dal 2013 non sono stati esaminati altri esemplari, né sono state descritte sottospecie al 2015.